# Hohnstein (Sächsische Schweiz)

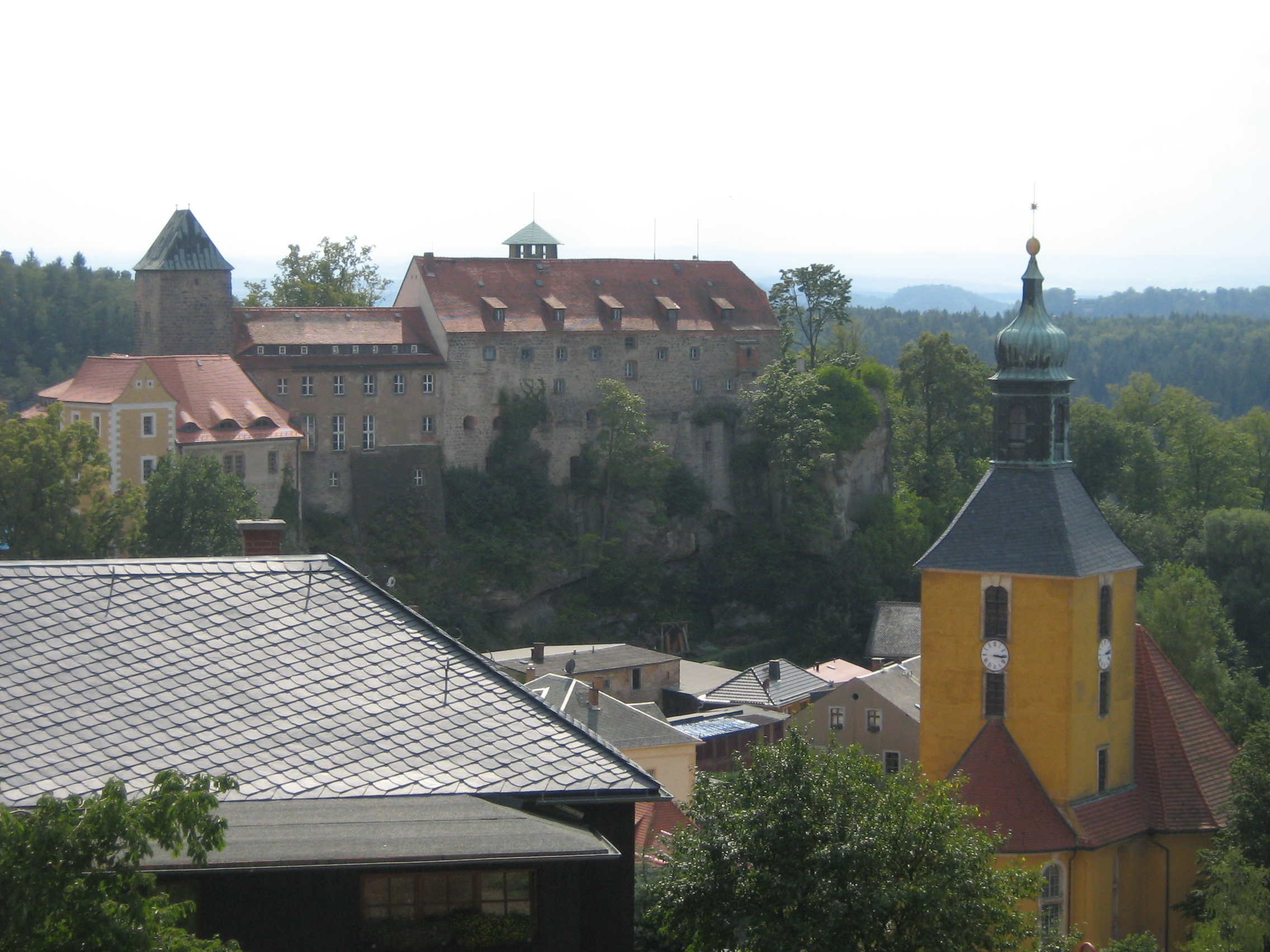
Hohnstein mit Burg und Stadtkirche

Hohnstein ist eine Landstadt im Landkreis Sächsische Schweiz-Osterzgebirge in Sachsen und ein staatlich anerkannter Erholungsort. Die Stadt liegt rechtselbisch auf einer Hochfläche oberhalb des Polenztales.

## Geographie

### Geographische Lage
Hohnstein und seine angegliederten Ortsteile liegen auf oder nördlich der Lausitzer Überschiebung, die die Grenze zwischen dem eigentlichen Elbsandsteingebirge und dem aus Granit aufgebauten Westlausitzer Berg- und Hügelland bildet, und somit am Rande des Nationalparks Sächsische Schweiz (mit Ausnahme von Waitzdorf).

### Stadtgliederung
Die Stadt hat rund 3.500 Einwohner und seit 1994 neben Hohnstein selbst die Ortsteile Cunnersdorf, Ehrenberg, Goßdorf mit Kohlmühle und Waitzdorf, Lohsdorf, Rathewalde mit Hohburkersdorf und Zeschnig, sowie Ulbersdorf, die über eigene Wappen verfügen.

#### Cunnersdorf
Cunnersdorf, auf 345 m Höhe drei Kilometer nordöstlich von Hohnstein gelegen, ist eine alte deutsche Gründung aus den Zeiten der Ostsiedlung im 12. und 13. Jahrhundert. Nach der vollständigen Zerstörung des 1430 urkundlich erstmals erwähnten Dorfs im Dreißigjährigen Krieg entstand entlang des Dorfbaches ein Waldhufendorf.

#### Ehrenberg

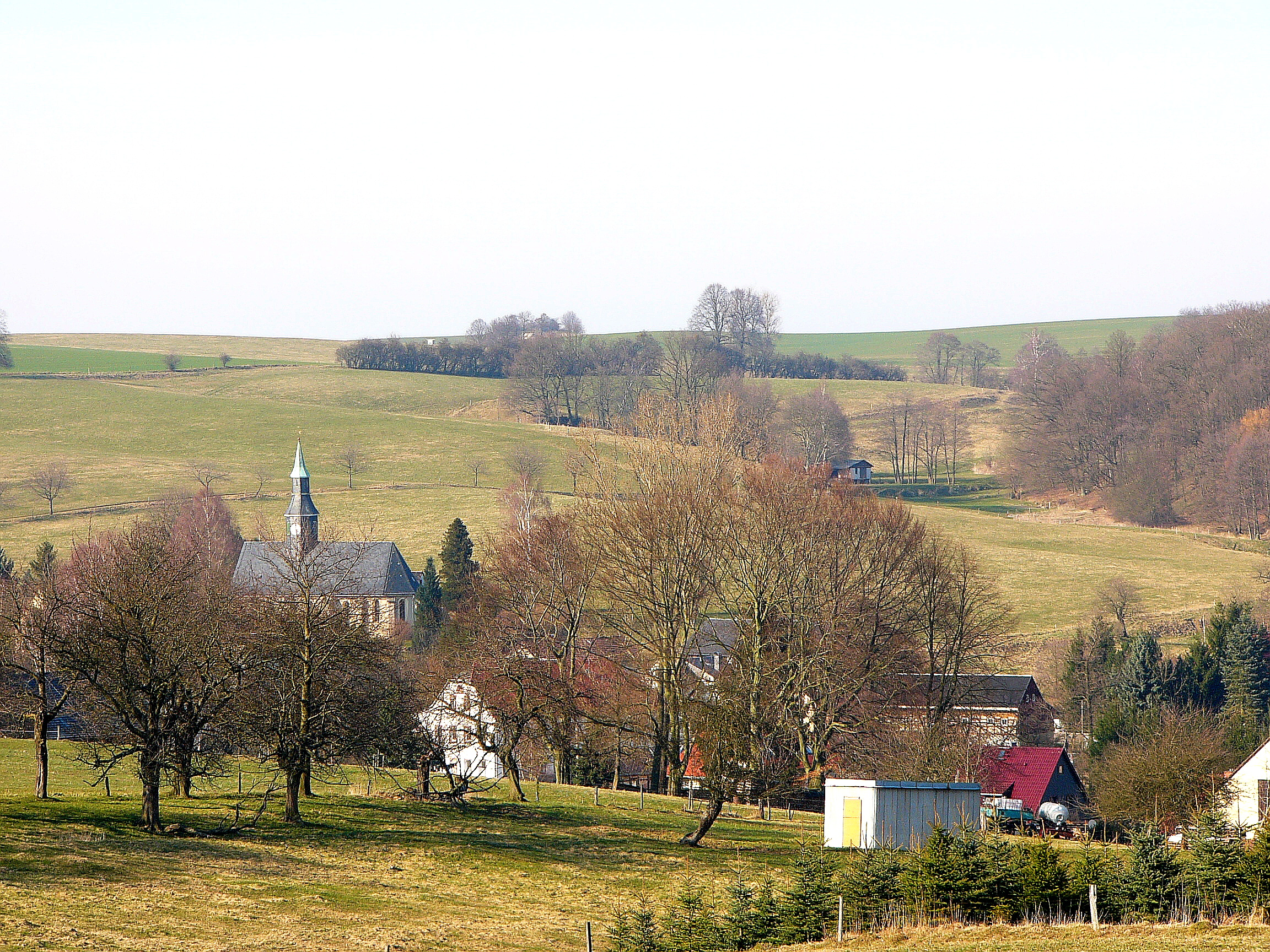
Blick auf Ehrenberg

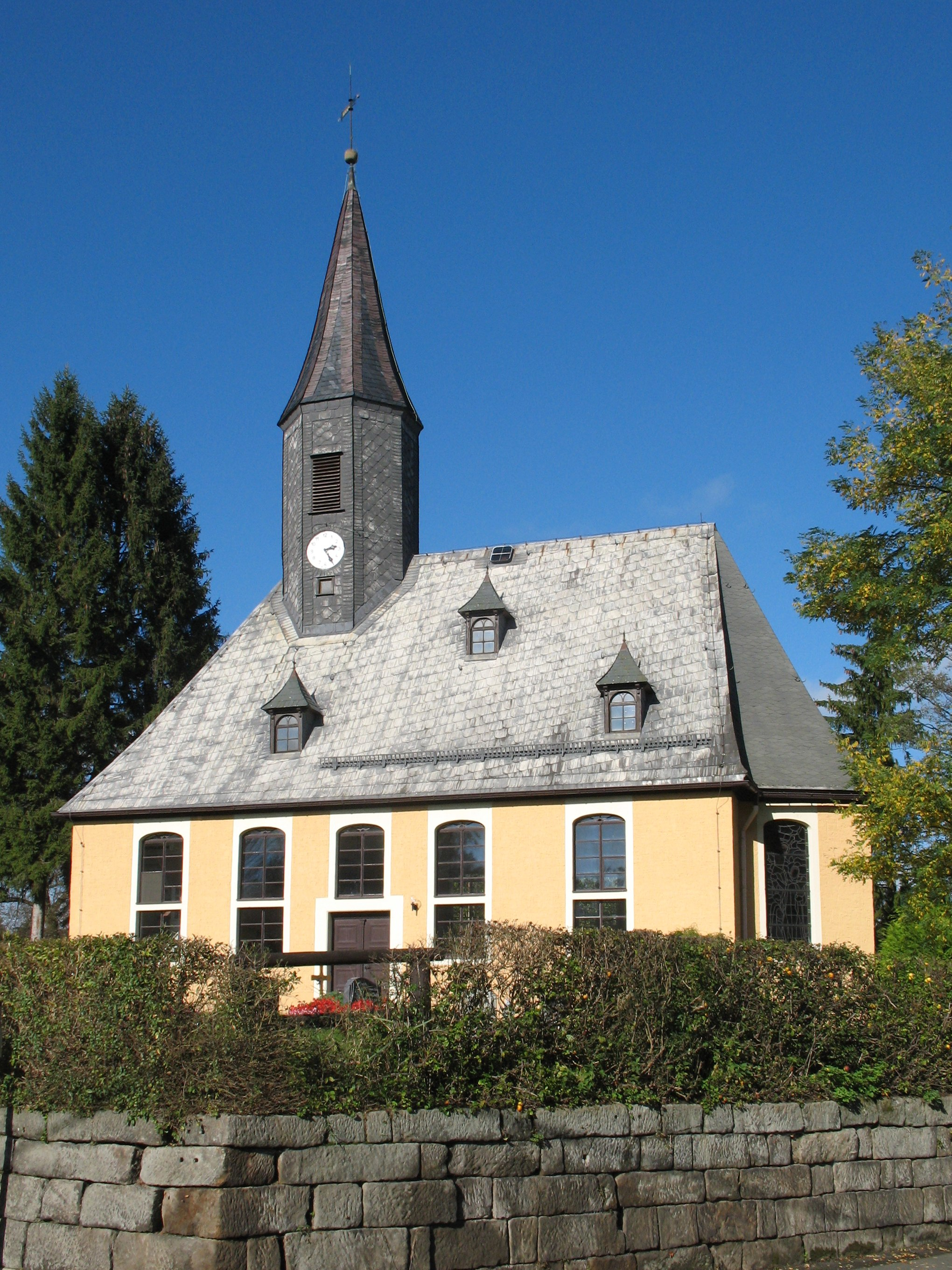
Kirche in Rathewalde

Ehrenberg, ebenfalls ein Waldhufendorf im südöstlichen Anschluss an Cunnersdorf, erstreckt sich über nahezu drei Kilometer entlang des Ehrenberger Baches bis fast zu dessen Mündung in den Schwarzbach. Die fränkische Gründung stammt wie sein nördlicher Nachbar aus dem 12./13. Jahrhundert.

#### Goßdorf
Goßdorf liegt fünf Kilometer südöstlich von Hohnstein auf dem Weg nach Bad Schandau und ist nochmal dreigeteilt in Goßdorf, Kohlmühle mit Haltestelle an der Bahnstrecke Bautzen–Bad Schandau (Sebnitztalbahn) und Waitzdorf.

#### Lohsdorf
Lohsdorf liegt in einem Seitengrunde des Schwarzbachtales. Die Flur des Reihendorfes zieht sich in langen Streifen (Waldhufen) von den Gehöften hinter dem Dorfbach nach Südwesten 1,5 km hin. Der Lohsdorfer Ortsteil Sorge bildet eine Häuserreihe, die sich am linken Ufer an den Steilhang anlehnt. Der Schwarzbach entspringt in 430 m Meereshöhe am Westhang des Ungers. Im Oberlauf nördlich Lohsdorfs ist das Schwarzbachtal sanft in die Hochfläche eingesenkt und bildet ein Wiesental. Ein Wanderweg zieht sich von Ehrenberg über Lohsdorf bis in das Tal hin. Von deren höchster Erhebung, dem Gickelsberg (414 m), kann man die Sächsische Schweiz sehen.

#### Rathewalde
Das Reihendorf Rathewalde in der Talwanne des Grünbaches liegt am oberen Ausgang des Amselgrundes rund zwei Kilometer westlich von Hohnstein. Erbgericht, Lindenhof und Hutenhof zeugen mit ihrer Größe noch von den reichen alten Bauerngeschlechtern. Rathewalde hat ein Freibad, seit 1995 ein Erlebnisbad und ist Ausgangs- und Zwischenpunkt vielfältiger Wanderstrecken. Der Rathewalder Fußweg führt zur Bastei. Der Weg durch den Amselgrund leitete nach der Eröffnung der Dampfschifffahrtslinie auf der Elbe die Ära des Tourismus ein. Weitere Ziele sind die Schwedenlöcher, der Steinerne Tisch, die Rathewalder Höhe mit Denkmal und ihrem Pappelbestand und der Hohburkersdorfer Rundblick. Die Gemarkung Rathewaldes ist Teil der flachwelligen Rathewalder Randebenheit, auf der sich Elbeflussschotter der Frühelsterkaltzeit und pleistozäne Kiesmoränenreste finden lassen. Der größte Teil ist von weichselkaltzeitlichem Lößlehm bedeckt.

#### Ulbersdorf
Das Waldhufendorf Ulbersdorf mit seinen 500 Einwohnern auf 260 m Höhe liegt rund zehn Kilometer östlich von Hohnstein, nur fünf Kilometer vor Sebnitz in einem rechten Sebnitzseitental. Ulbersdorf wurde 1432 erstmals erwähnt. Hinter der Dorfkirche des 17. Jahrhunderts zeugen Wälle und Gräben beim sogenannten Schneckenberg von einer frühdeutschen Wasserburg. Erhalten ist noch das Schloss eines ehemaligen Rittergutes aus dem 16. Jahrhundert mit Umbauten des 18. und 19. Jahrhunderts. Dazu sind noch eine Reihe Fachwerk- und Umgebindehäuser zu sehen. Am südlichen Ortsrand ist die Haltestation der Sebnitztalbahn. Am Ortsrand befindet sich der Große Hutberg mit 336 m Höhe.

#### Waitzdorf
Waitzdorf liegt auf der Waitzdorfer Randebenheit bei 330 m oberhalb des Tiefen Grundes. Das abgelegene Waldhufendorf beherbergt nur wenige Einwohner. Höchste Erhebung ist der zweigipfelige Granitberg (Anatexit) der Waitzdorfer Höhe mit der 423,5 m hohen waldfreien Nordwestkuppe und die überwiegend bewaldete Südwestkuppe von 414 m Höhe. Eine Attraktion sind die Gallowayrinder, die auf den Ortswiesen weiden.

## Geschichte

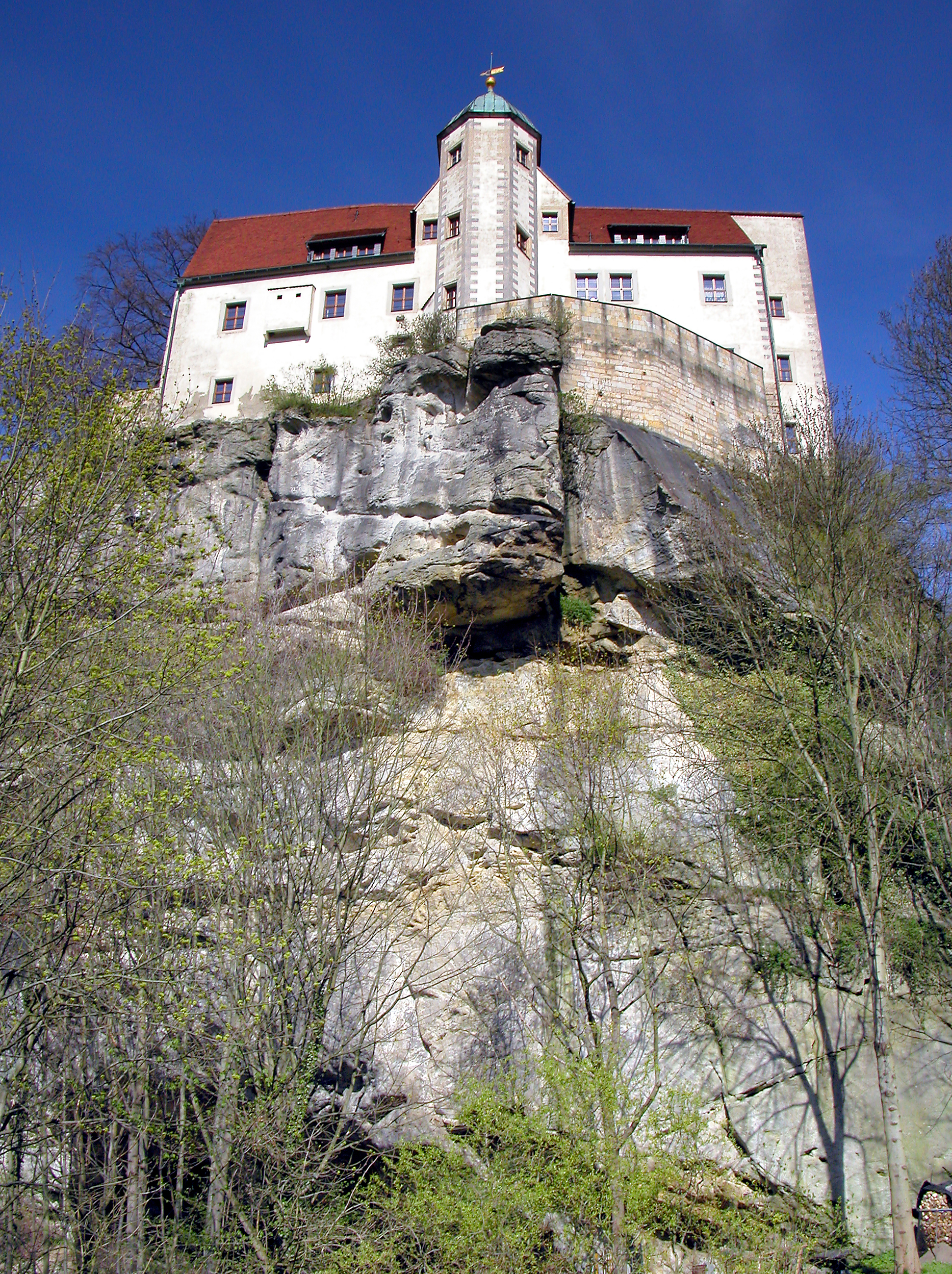
Burg Hohnstein

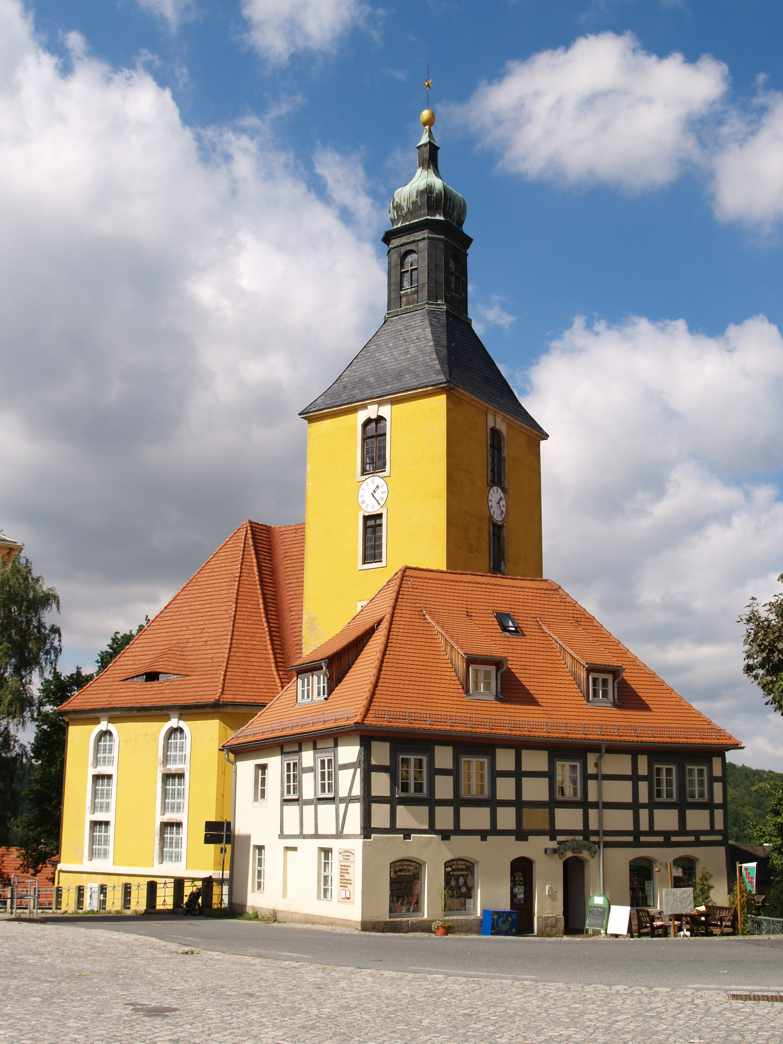
Stadtkirche

Urkundliche Erwähnungen des Namens erfolgten in Zusammenhang mit der weit eher erbauten Burg Hohnstein unter anderem 1317 als Hoinstein und 1333 als territorium Honsteinense. Wahrscheinlich erhielt der unterhalb der Burg gelegene Ort 1444 das Stadtrecht. Die erste gesicherte urkundliche Nennung der Stadt selbst erfolgte 1445 als das statichen zcum Honsteyne sowie im stadichin under dem Honsteine. Hohnstein wurde 1724 von einem verheerenden Stadtbrand heimgesucht. Ungefähr die Hälfte aller Häuser brannte nieder. Die wiedererrichtete Stadtkirche entstand 1724–28 nach Plänen von George Bähr.

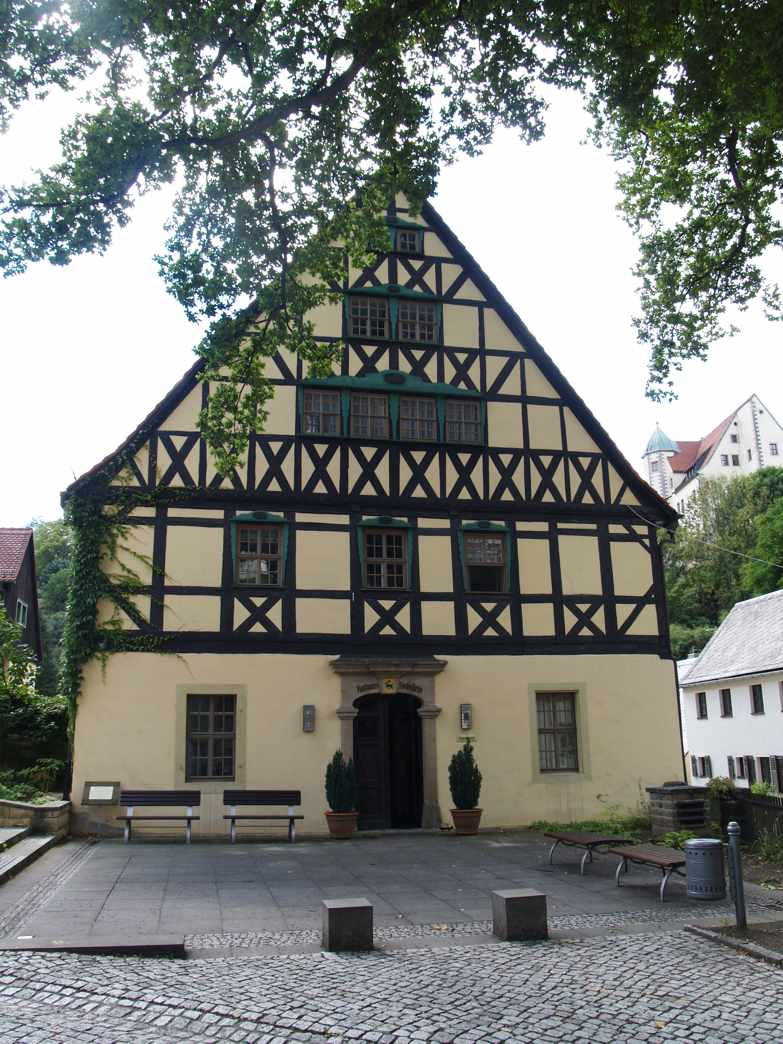
Rathaus Hohnstein

Um die wirtschaftliche und touristische Erschließung Hohnsteins zu verbessern, wurde 1897 die Schwarzbachbahn, eine Schmalspurbahn von Kohlmühle nach Hohnstein gebaut. 1951 wurde der Betrieb eingestellt.
Anfang des 20. Jahrhunderts gewann der Fremdenverkehr an Bedeutung, jedoch besuchten schon seit 1850 erste Besucher der Sächsischen Schweiz den Ort.
Die Burganlage der Stadt wurde 1933 als eines der frühen Konzentrationslager (KZ Hohnstein) in Deutschland zur Zeit des Nationalsozialismus genutzt. Dort waren etwa 5.600 Häftlinge, darunter 109 Frauen und 400 Jugendliche, inhaftiert. Sie wurden im Steinbruch Heeselicht zu schwerster Zwangsarbeit eingesetzt. Hier starben mehrere Kommunisten und Sozialdemokraten an den Folgen der Peinigung durch SA-Angehörige, einige nahmen sich das Leben. Seit Beginn des Zweiten Weltkrieges diente die Burg als Gefangenenlager (Oflag) für 800 polnische und danach auch französische Offiziere, später als Stalag IV-A für jugoslawische und sowjetische Kriegsgefangene.
Im Ortsteil Rathewalde wurde zu DDR-Zeiten ein Kinderferienlager betrieben.
Bei der Bundestagswahl 2025 erreichte die rechtsextreme AfD mit 57,4 Prozent in Hohnstein ihr deutschlandweit höchstes Ergebnis und wurde von der Wochenzeitung Die Zeit als „rechteste Gemeinde Deutschlands“ tituliert.

### Name
Die Schreibweise des Ortsnamens wurde im Lauf der Zeit mehrfach verändert. Die folgenden Schreibweisen sind aus historischen Quellen überliefert. 1317: Hoinstein, 1335: Hohenstein, 1353: Hohenstayn, 1388: czu dem Honstein, 1391: Hoenstain, 1413: Hostein, 1430: Hoynstein, 1443: Hoenstein an der Politz, 1445: das statichen czum Honsteyne, im stadichin under dem Honsteine, 1510: Huntzstein und 1791: Hohnstein.

### Eingemeindungen
- 1. Juli 1965: Fusion der Gemeinden Zeschnig und Hohburkersdorf zu Zeschnig-Hohburkersdorf.
- 1. April 1972: Zeschnig-Hohburkersdorf wird nach Rathewalde eingemeindet.
- 14. Juni 1973: Waitzdorf wird in die Stadt Hohnstein eingemeindet.
- 1. April 1974: Cunnersdorf wird nach Ehrenberg eingemeindet.
- 1. Januar 1994: Die Gemeinden Ehrenberg, Goßdorf, Lohsdorf, Rathewalde und Ulbersdorf werden in die Stadt Hohnstein eingemeindet.

### Wappen
Blasonierung: Unter einem dreiblättrigen grünen Kleeblatt in Gold (Gelb) ein nach rechts schreitender rot bezungter schwarzer Hund.
Bedeutung: Die Bedeutung des Hundes ist nicht klar, möglicherweise stammt er von Hund-stein. Der Hund erscheint bereits auf dem ältesten bekannten Wappen der Stadt aus dem 16. Jahrhundert. Dort ist auch bereits das Kleeblatt zu sehen, dessen Bedeutung ebenfalls unklar ist. Spätere Versionen zeigten das Wappen wiederum nur mit Hund.

## Politik
- Grüne: 1
- UWV: 6
- CDU: 1
- AfD: 4

Die AfD kann zwei Sitze nicht besetzen. Der Stadtrat verkleinert sich entsprechend.

### Stadtrat
Seit der Stadtratswahl am 9. Juni 2024 verteilen sich die 12 Sitze des Stadtrates folgendermaßen auf die einzelnen Gruppierungen:
- Unabhängige Wählervereinigung (UWV): 6 Sitze
- AfD: 4 Sitze
- CDU: 1 Sitz
- Grüne: 1 Sitz

| Liste                         | 2024   | 2024   | 2019   | 2019   | 2014   | 2014   |
| Liste                         | Sitze  | in %   | Sitze  | in %   | Sitze  | in %   |
| ----------------------------- | ------ | ------ | ------ | ------ | ------ | ------ |
| Unabhängige Wählervereinigung | 6      | 42,2   | 6      | 39,9   | 7      | 42,6   |
| AfD                           | 4      | 38,2   | 1      | 23,2   | –      | –      |
| CDU                           | 1      | 11,2   | 3      | 22,6   | 6      | 41,8   |
| Grüne                         | 1      | 8,3    | 1      | 9,7    | –      | –      |
| Linke                         | –      | –      | –      | 4,7    | 1      | 11,9   |
| SPD                           | –      | –      | –      | –      | –      | 3,6    |
| Wahlbeteiligung               | 71,3 % | 71,3 % | 67,8 % | 67,8 % | 60,1 % | 60,1 % |

### Bürgermeister
Bürgermeister ist seit 2008 Daniel Brade (UWV).
| Wahl | Bürgermeister | Vorschlag | Wahlergebnis (in %) |
| ---- | ------------- | --------- | ------------------- |
| 2022 | Daniel Brade  | UWV       | 98,2                |
| 2015 | Daniel Brade  | UWV/SPD   | 97,4                |
| 2008 | Daniel Brade  | UWU       | 87,3                |
| 2001 | Wolfram Lasch | CDU       | 56,9                |
| 1994 | Wolfram Lasch | Lasch     | 44,7                |

### Partnerstädte
- Meersburg am Bodensee in Baden-Württemberg, Deutschland, seit 1991
- Louveciennes in der Île-de-France, Frankreich
- Miltach in Bayern, Deutschland, seit 1992
- Budyně nad Ohří an der Eger, Tschechien, seit 2008

## Puppenspielkunst / Filmdrehort

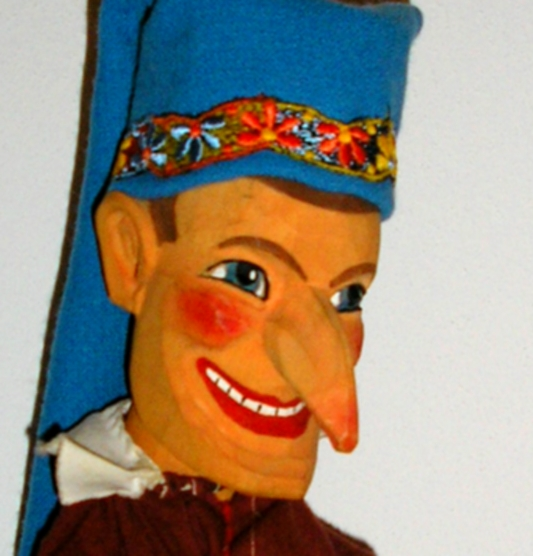
Hohnsteiner Kasper

Der Name Hohnstein ist verbunden mit dem Puppentheater Die Hohnsteiner, das Max Jacob Anfang der 1920er Jahre im Rahmen der Wandervogelbewegung gründete. Später formierten sich drei weitere Hohnsteiner Puppenbühnen (Leiter: Friedrich Arndt, Erich Kürschner und Harald Schwarz), deren Stammsitze sich nicht mehr in Hohnstein selbst befanden. Vor allem Max Jacob und Friedrich Arndt machten Die Hohnsteiner weltweit durch Film, Fernsehen, Tonträger, Literatur und in Serie hergestellte Handpuppen bekannt. Es existiert keine Hohnsteiner Bühne mehr. Zahlreiche, nachahmende Reisetheater rühmen sich jedoch mit dem Namen Hohnsteiner.
Nach wie vor ist die Hohnsteiner Handspielpuppenwerkstatt in Hohnstein ansässig. Nach dem Tod von Theo Eggink, dem Schöpfer zahlreicher Handpuppen und des Kaspertheater-Ensembles, übernahm zuerst Gerhard Berger, dann sein Sohn Wolfgang die Schnitzwerkstatt, die die Hohnsteiner Puppen in alle Welt verschickt.
Hohnstein war häufig Filmdrehort. Eine der ersten Fernseh-Serien des Deutschen Fernsehfunks Rote Bergsteiger wurde 1967 hier gedreht, ebenso 1981 verschiedene Szenen zur Polizeiruf-110-Folge „Der Rettungsschwimmer“.

## Kultur und Sehenswürdigkeiten

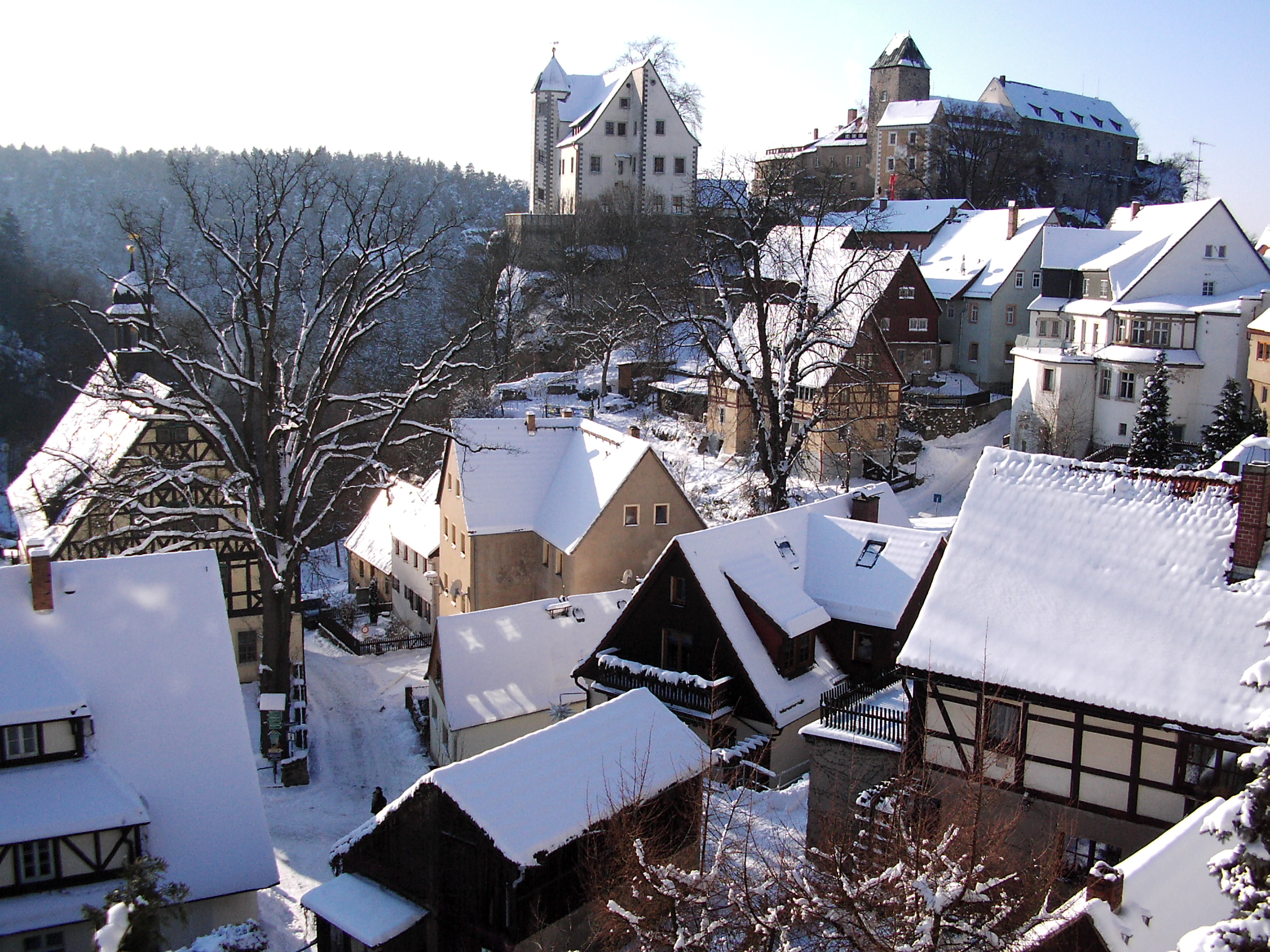
Blick zur Burg Hohnstein

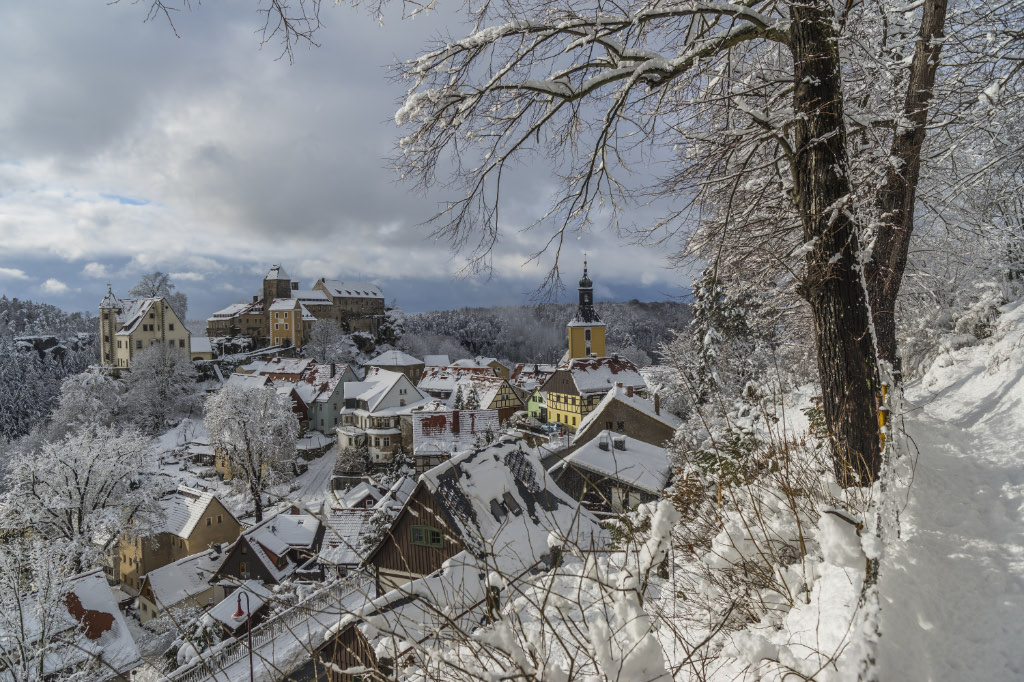
Blick auf das verschneite Hohnstein (2019)

### Gedenkstätten
- Denkmal von Wilhelm Landgraf am Eingang zur heutigen Jugendherberge Burg Hohnstein aus dem Jahre 1961 für die Opfer des Faschismus, sowie mehrere Gedenktafeln
- Gedenktafel im Polenztal 1 an der Mühle zur Erinnerung an die Leiden der Schutzhäftlinge

### Tourismus
Hohnstein liegt direkt am Nationalpark Sächsische Schweiz. Insbesondere die Burg Hohnstein, die auch den Grund für die Gründung Hohnsteins darstellt, ist eine Attraktion und als Naturfreundehaus Ausgangspunkt für Wander- und Klettertouren im Nationalpark. Drei Kilometer südlich von Hohnstein befindet sich die 177 Meter über dem Polenztal gelegene Brandaussicht. Die Märzenbecherwiesen im Polenztal sind im Frühjahr ein Anziehungspunkt.
Nach dem Ort und der Burg Hohnstein ist auch die Puppenbühne Hohnsteiner Kasper benannt, der 1928 in der Burg erste Aufführungen hatte und später in einem von der Stadt gestellten Kasperhaus residierte.
Die Motorsport-Rennstrecke Deutschlandring wurde in der Nähe der Stadt in den 1930er Jahren errichtet. Nach dem Krieg wurden die Rennen nicht wieder aufgenommen. Der Unterhalt der Rennstrecke war zu aufwändig. Erst nach 1990 wurde die Strecke als Straße wieder in guten Zustand gebracht. Da es aber bei illegalen Rennen mehrere Tote gab, wurde die Strecke zurückgebaut.
Bis 2018 waren die Gemeindeteile Hohnstein (Hauptort) und Rathewalde jeweils selbständige staatlich anerkannte Erholungsorte, seit 2018 trägt die gesamte Stadt diesen Status.

### Naturschutz
- Siehe auch: Liste der Naturdenkmale in Hohnstein (Sächsische Schweiz)

## Persönlichkeiten

### Söhne und Töchter der Stadt
- Johann Christoph Schmidt (1664–1728), Komponist
- Christoph Gottlieb Schröter (1699–1782), Komponist
- Christoph Schaffrath (1709–1763), Komponist, Cembalist, Musiktheoretiker
- Karl Gustav Zumpe (1819–1900), Jurist und Politiker, MdL
- Elisabeth Grünwaldt (1871–1961), Kostümbildnerin des Hohnsteiner Puppentheaters und Scherenschnittkünstlerin
- Arthur Pollack (1885–1945), in Goßdorf geborener Politiker, Kriegsgegner und Opfer der NS-Diktatur
- Karl Anton Talazko (1897–1945), evangelischer Pfarrer, Kriegsgegner und Opfer der NS-Diktatur
- Theo Eggink (1901–1965), der Hohnsteiner „Kasperschnitzer“ und Scherenschnittkünstler
- Hellmuth Barthel (* 1927), Geograph
- Woldemar Barthel (1928–2010), Mathematiker und Hochschullehrer
- Edmund Borowski (1945–2022), polnischer Sprinter
- Bernd Arnold (* 1947), Kletterer und Bergsteiger
- Matthias Gäbler (1949–2009), Kletterer und Bergsteiger

### Mit Hohnstein verbundene Personen
- Johann Michael Weiß (1648–1726), Theologe. Er wirkte als Pfarrer in Hohnstein und gilt als Verfasser einer 1729 erschienenen Chronik des Amtes Hohnstein.
- Christian Röhrensee (1641–1706), Ethiker und Politikwissenschaftler
- Wilhelm Leberecht Götzinger (1758–1818), Pfarrer und „Entdecker“ der Sächsischen Schweiz
- Willy Rotzsch (Rathewalde, 1883–1912), Lehrer und Mundartdichter
- Max Jacob (1888–1967), Begründer der Hohnsteiner Puppenspiele
- Konrad Hahnewald (1888–1962), Leiter der Jugendburg Hohnstein von 1925 bis 1933 und erster Häftling des Konzentrationslagers Hohnstein
- Friedel Kostors (1897–1986), Kostümbildnerin und Gestalterin von Textilfiguren des Hohnsteiner Puppentheaters

### Ehrenbürger
- Otto von Bismarck (1815–1898), Politiker und Reichskanzler (seit 1895)
- Walter Noack, Arzt (seit 1984)
- Albert Vester, ehem. Bürgermeister (seit 1984)
- Bernd Arnold (* 1947), Kletterer und Bergsteiger (seit 2008)
- Dietrich Graf, ehem. Forstamtsleiter und Kreisnaturschutzbeauftragter (seit 2008)
- Gerhard Berger, Puppenschnitzer (seit 2013)
- Eberhard Barthel (1936–2018)